# وزغ‌ماهی پهن‌پیکر
 وزغ‌ماهی پهن‌پیکر(نام علمی: Riekertia ellisi) نام یک گونه از راسته وزغ‌ماهیان است.